# Jan Sylwester Drost
Jan Sylwester Drost (29. prosince 1934, Kłodnica, Kandřín-Kozlí, Polsko – 21. dubna 2024) byl polský umělec, sklář a průmyslový designér. Významný představitel polského uměleckého sklářství.

## Další informace
Jan Sylwester Drost v roce 1958 úspěšně ukončil studium na vysoké škole (Wyższa Szkola Sztuk Plastycznych) ve Vratislavi. Pak pracoval či měl stáže jako sklářský projektant a umělecký designér skla v Polsku, Švédsku a Itálii. Ve svých pracích dovedně kombinoval technologické znalosti lisování skla s výraznou uměleckou citlivostí a v 70. letech mu byl dokonce udělen patent týkající se zařízení pro tváření skleněných výrobků vytlačováním (lisováním). Svým dílem se výrazně zasloužil se o změnu uměleckého pohledu na tzv. „laciné“ lisované sklo, které bylo dříve designéry považováno za výrobek nevyžadující umění. V Muzeu města Gdyně je jeho dílu věnovaná expozice. Některá díla vytvářel společně se svou ženou, kterou je Eryka Trzewik-Drost.

## Galerie

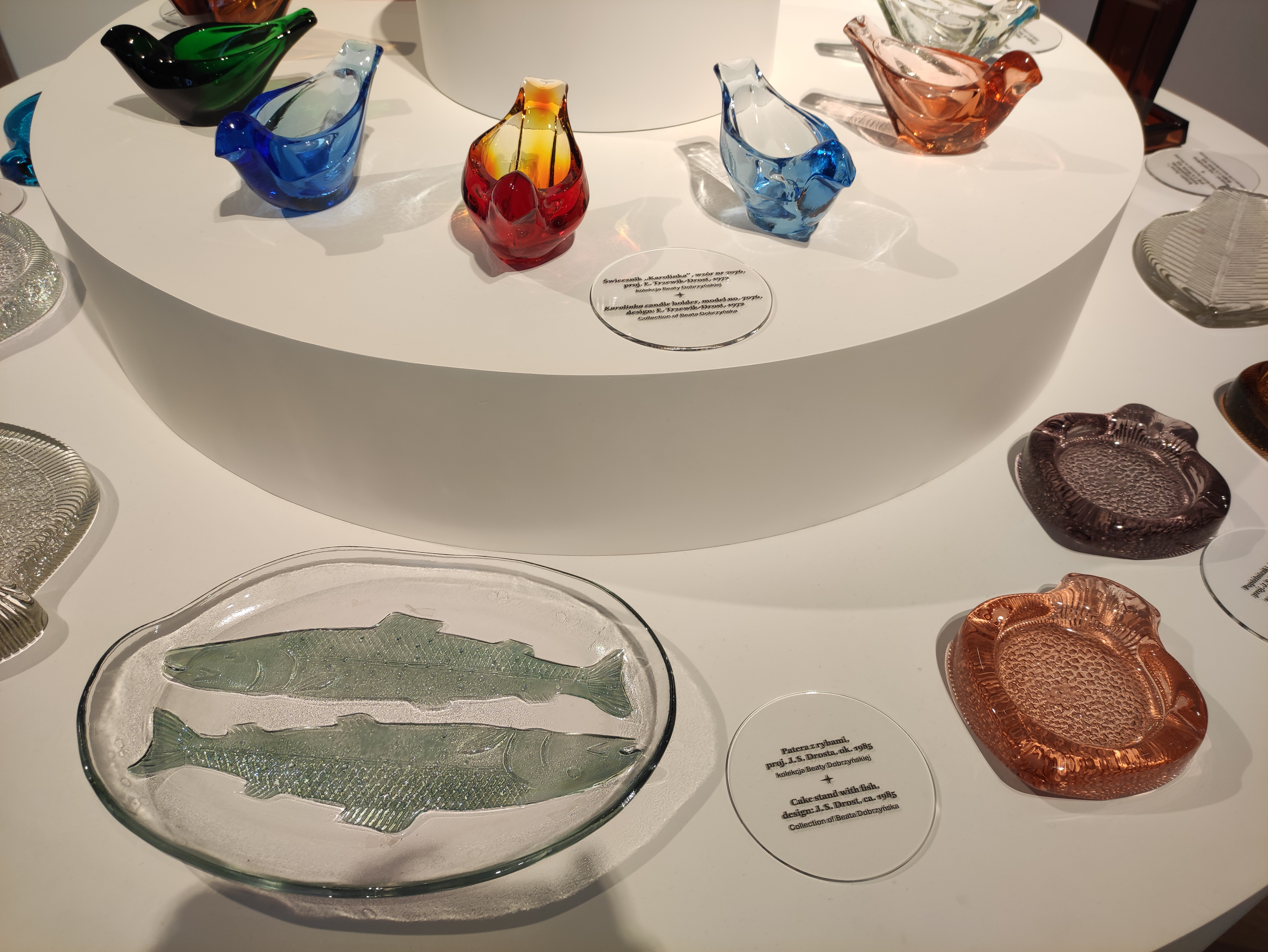
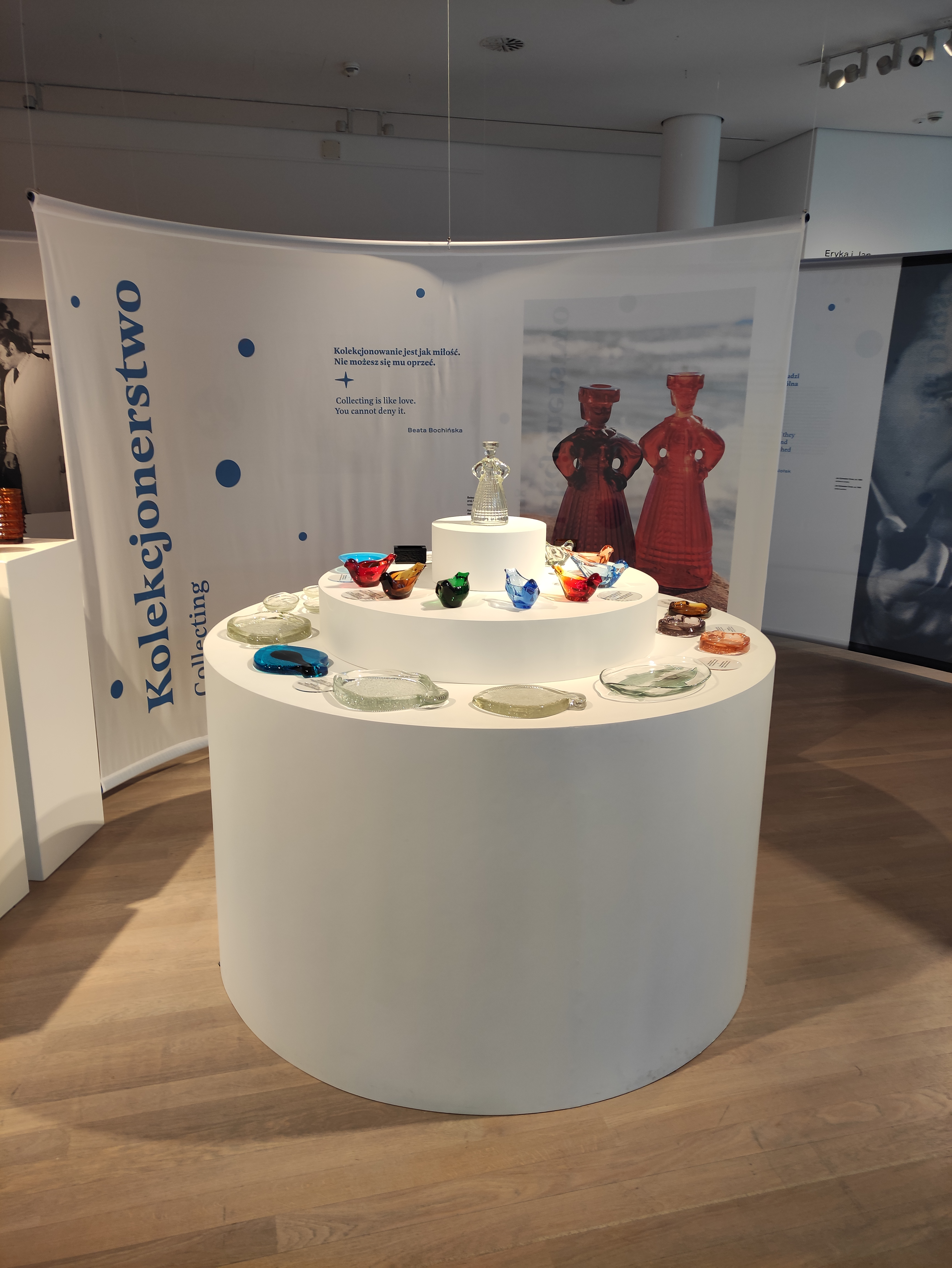